# 고은채
고은채(1980년 8월 28일 ~ )는 대한민국의 가수 겸 배우이다. 2000년 5인조 걸그룹 파파야의 1집 데뷔곡 '내 얘길 들어봐'로 활동했다.

## 학력
- 동덕여자대학교 방송연예과 (졸업)

## 드라마
- 1996년 KBS1 청소년드라마 《신세대 보고 어른들은 몰라요》
- 1999년 KBS1 청소년드라마 《학교 2》 ... 정애라 역
- 2005년 SBS 주말특별기획 드라마 《해변으로 가요》 ... 김민정 역

## 음반
- 2000년 파파야 1집 - 동화